# Плавучий дом (фильм)
«Плавучий дом» (англ. Houseboat) — кинофильм режиссёра Мелвилла Шейвелсона, вышедший на экраны в 1958 году.

## Сюжет
После смерти жены дипломат Том Уинтерс забирает к себе своих детей — девочку и двух мальчиков. Поскольку они практически не общались в последние годы, отношения между Томом и детьми поначалу не складываются. Чтобы облегчить себе жизнь, он решает нанять экономку и приглашает на эту роль молодую итальянку Чинцию, стремящуюся сбежать от тирана-отца. Все вместе они решают переехать из душного Вашингтона в загородный домик, где дети смогут веселее проводить время, однако из-за несчастного случая на железнодорожном переезде вынуждены остановиться в захудалом плавучем доме, пришвартованном у берега Потомака. Здесь семья при активном посредничестве Чинции получает шанс вновь объединиться...

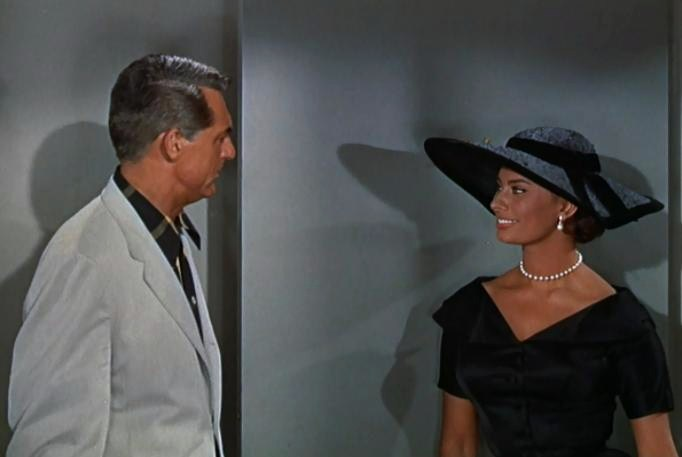
Кэри Грант и Софи Лорен

## В ролях
- Кэри Грант — Том Уинтерс
- Софи Лорен — Чинция Дзаккарди
- Марта Хайер — Кэролин Гибсон, сестра жены Тома
- Гарри Гуардино — Анджело Донателло
- Эдуардо Чаннелли — Артуро Дзаккарди, отец Чинции
- Мюррей Хэмилтон — капитан Алан Уилсон
- Мими Гибсон — Элизабет Уинтерс, дочь Тома
- Пол Петерсен — Дэвид Уинтерс, сын Тома[1]
- Чарльз Херберт — Роберт Уинтерс, сын Тома
- Мадж Кеннеди — миссис Фарнсворт
- Джон Лайтел — мистер Уильям Фарнсворт
- Вернер Клемперер — Гарольд Месснер
- Кэтлин Фримен — женщина в прачечной

## Награды и номинации
- 1959 — две номинации на премию «Оскар»: лучший оригинальный сценарий (Мелвилл Шейвелсон, Джек Роуз), лучшая оригинальная песня («Almost in Your Arms», авторы — Рэй Эванс и Джей Ливингстон).
- 1959 — номинация на премию «Золотой глобус» за лучшую мужскую роль второго плана (Гарри Гуардино).
- 1959 — номинация на премию Гильдии сценаристов США за лучший сценарий к американской комедии (Мелвилл Шейвелсон, Джек Роуз).
- 1959 — две премии Laurel Awards: лучшая комедия, лучшая мужская роль в комедии (Кэри Грант).
- 1960 — премия «Бэмби» в категории «Лучшая международная актриса» (Софи Лорен).